# Gubernia Penza
Gubernia Penza (în rusă Пензенская губерния) a fost o diviziune administrativă (gubernie) a Imperiului Rus, situată în regiunea Volga. Ea a existat din anul 1796 până în 1797 și din nou din 1801 până în 1928. Sediul guberniei a fost în orașul Penza.